# NGC 311
NGC 311 ist eine Linsenförmige Galaxie vom Hubble-Typ S0 im Sternbild Fische auf der Ekliptik. Sie ist schätzungsweise 228 Millionen Lichtjahre von der Milchstraße entfernt und hat einen Durchmesser von etwa 100.000 Lichtjahren.

Im selben Himmelsareal befinden sich u. a. die Galaxien NGC 315, NGC 318, NGC 338, IC 66.
Das Objekt wurde am  15. September 1828 von dem britischen Astronomen John Herschel entdeckt.